# Claire Lee Chennault

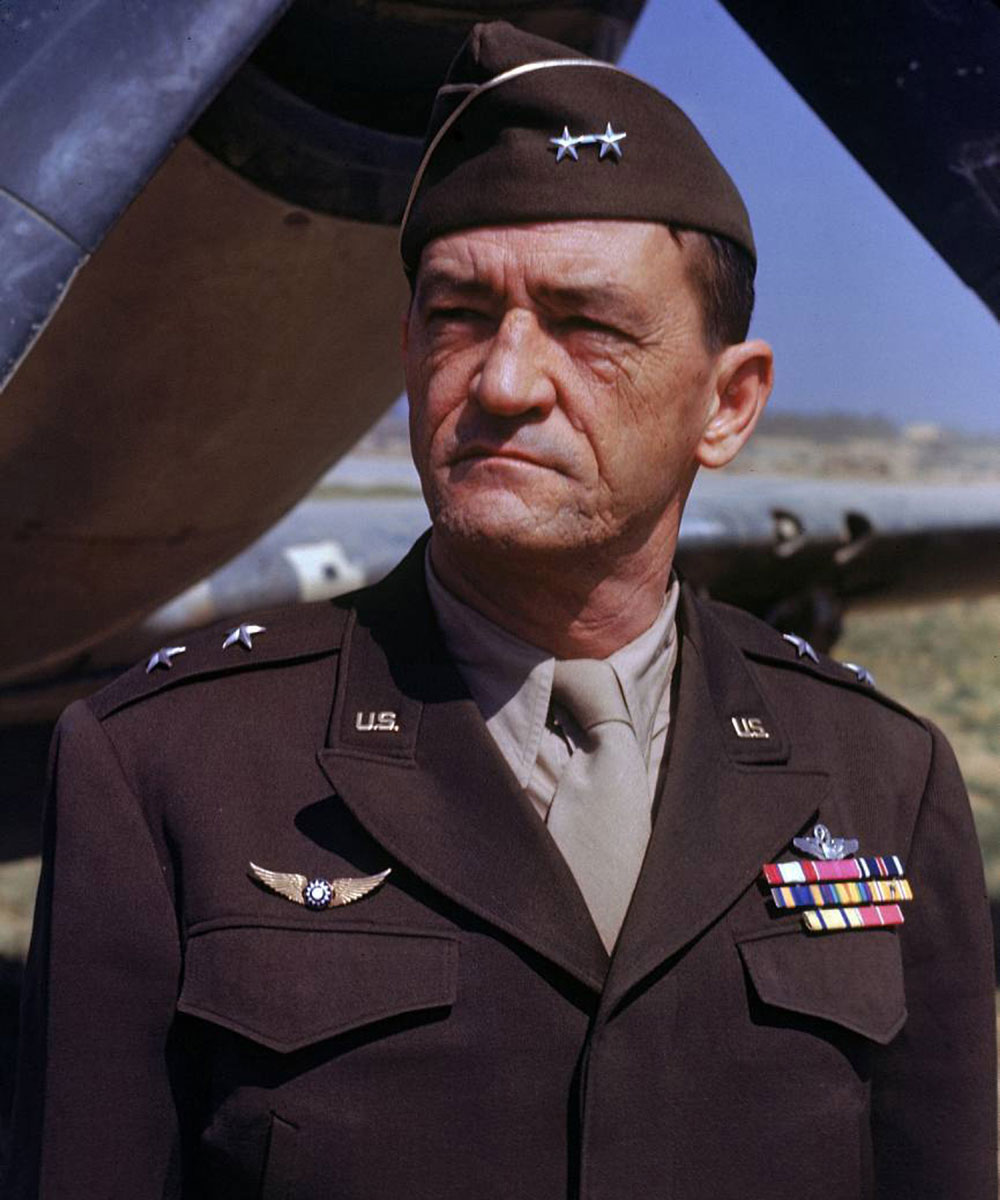
Claire Lee Chennault

Major General Claire Lee Chennault (* 6. September 1890 in Commerce, Texas; † 27. Juli 1958 in New Orleans) war ein US-amerikanischer Pilot und General, der als Kommandant der “Flying Tigers” während des Zweiten Weltkriegs berühmt wurde.

## Leben
Chennault wurde in Commerce, Texas, geboren und wuchs in der Ortschaft Waterproof im Bezirk Tensas Parish des Bundesstaats Louisiana auf. Während des Ersten Weltkriegs erlernte er das Fliegen in der Armee und wurde Chefausbilder für Luftkämpfe im Army Air Corps in den 1930er Jahren. Seine schlechte Gesundheit und Konflikte mit seinen Vorgesetzten führten dazu, dass er im Jahre 1937 den Dienst quittierte. Er schloss sich einer Gruppe amerikanischer Zivilisten an, die chinesische Piloten ausbildeten, und diente als Luftwaffenberater des Kuomintang-Führers Chiang Kai-shek und dessen Frau Song Meiling während des Zweiten Chinesisch-Japanischen Krieges (1937–1945).
Chennaults „American Volunteer Group“ (AVG) – besser bekannt als die „Flying Tigers“ – begannen ihr Training im August 1941 und bekämpften die Japaner noch sechs Monate nach deren Angriff auf Pearl Harbor. Chennaults drei Staffeln (squadrons) amerikanischer Freiwilligenpiloten benutzten die Taktik der sogenannten „defensiven Verfolgung“, um die Burmastraße, Rangun und andere strategische Punkte in Südostasien und Westchina gegen die japanischen Streitkräfte zu verteidigen. China hatte selber, wenn überhaupt, nur wenige moderne Flugzeuge aus der Zeit der sowjetischen Hilfslieferungen. (z. B. frühe Versionen der Polikarpow I-16)

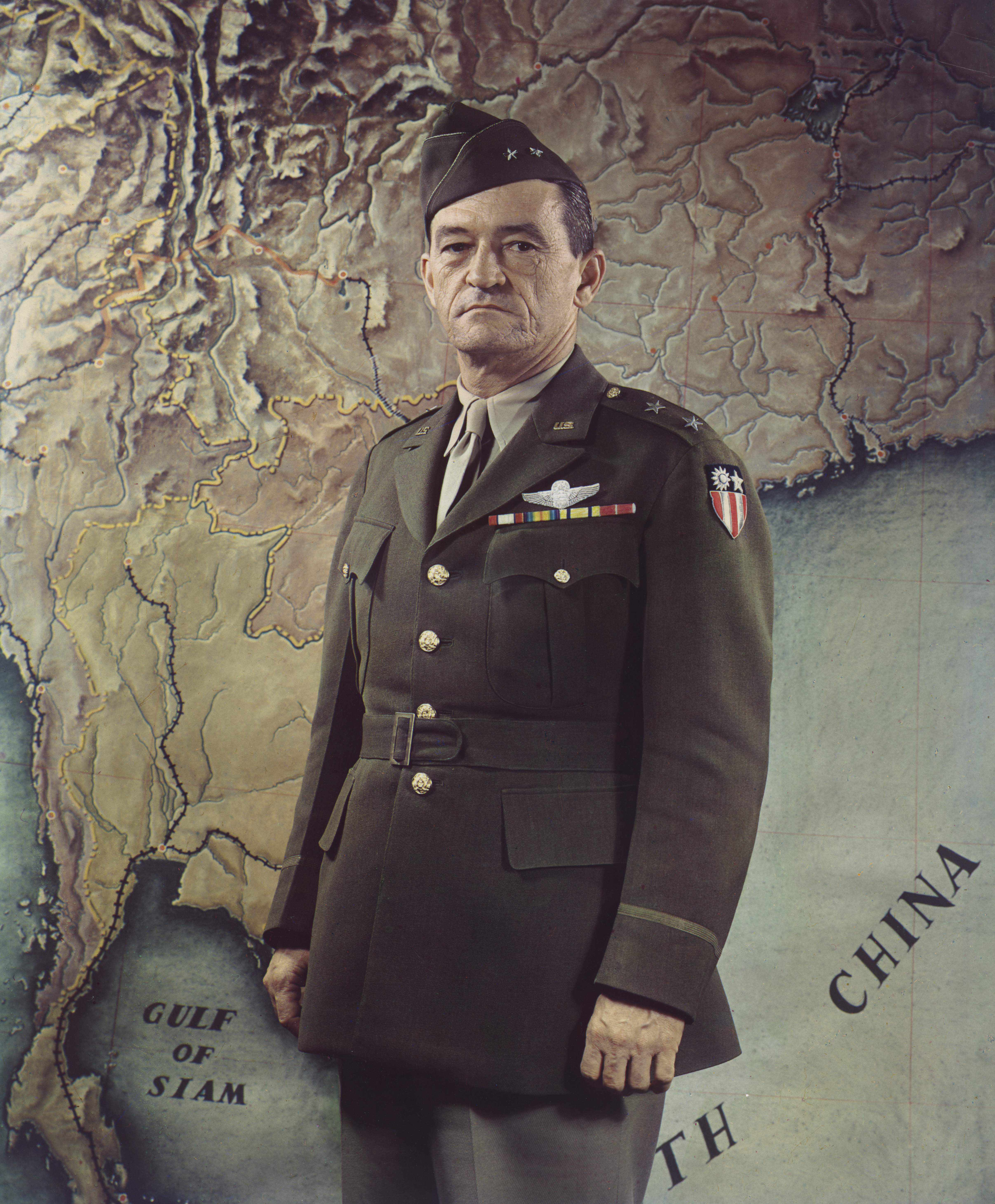
Claire Lee Chennault (1943)

Formal wurden die „Flying Tigers“ im Jahre 1942 schließlich ein Teil der US Army Air Forces. Chennault schloss sich den Streitkräften im Rang eines Colonel wieder an und wurde zweimal befördert (Brigadier, Major General). Er befehligte zu dieser Zeit die 14th Air Force. Im Verlauf des Krieges kam es zwischen ihm und General Joseph Stilwell, dem amerikanischen Kommandeur der Bodenstreitkräfte, zu ständigen Auseinandersetzungen. Chennault war der Meinung, dass die in China stationierte 14th Air Force Japan alleine in die Knie zwingen könnte, während Stilwell der Meinung war, dass unbedingt chinesische Bodentruppen ausgebildet werden müssten. Aufgrund der brisanten Nachschublage – die japanische Armee hatte sämtliche Nachschubwege über Land besetzt, so dass nur der Luftweg von Indien über den Himalaya blieb – kam es zu erbitterten Auseinandersetzungen über die Verteilung des Nachschubs zwischen den beiden Generälen. Da Chennault gute Beziehungen zu Chiang Kai-shek und Präsident Franklin D. Roosevelt hatte, war er dabei im Vorteil.
Chennault ging kurz vor dem alliierten Sieg im Pazifik im Sommer 1945 in den Ruhestand.
Anders als General Stilwell hatte Chennault immer eine hohe Meinung von Chiang Kai-shek und organisierte internationale Unterstützung für die asiatische antikommunistische Bewegung. Nach dem Krieg kehrte er nach China zurück und organisierte dort die „Civil Air Transport“, indem er mehrere überflüssig gewordene Militärflugzeuge kaufte. Kurz vor dem Bankrott wurde die Fluggesellschaft von der CIA aufgekauft und diente nun dem geheimen Waffen- und Opiumtransport in Südostasien. Die Flieger unterstützten die Kuomintang in ihrem Kampf gegen die Volksbefreiungsarmee Mao Zedongs im chinesischen Bürgerkrieg. Später unterstützten sie das US-Militär während des Koreakriegs, die französischen Streitkräfte im ersten Indochinakrieg und die Kuomintang in Birma. Später wurde daraus die „Air America“.
Chennault wurde im Jahre 1958 einen Tag vor seinem Tod zum Lieutenant General befördert. Er wurde auf dem Nationalfriedhof Arlington beigesetzt.
In Taipeh, der Hauptstadt Taiwans, erinnert eine Statue an ihn, ebenso wie in der Hauptstadt Louisianas, Baton Rouge, sowie auf dem Chennault International Airport in Lake Charles, Louisiana.
Chennault wird auch heute noch als eine wichtige Person in Chinas Geschichte angesehen.
Chennault war zweimal verheiratet. Seine zweite Frau, die chinesische Reporterin Chen Xiangmei, heiratete er 1947 während seines Aufenthalts in China. Nach seinem Tod wurde sie eine der einflussreichsten Lobbyisten für Taiwan in den USA.

## Werke
- Way of a fighter. The memoirs of Claire Lee Chennault. Putnam, New York 1949 (Autobiographie)